# 第102黨衛軍重戰車營
党卫军第102重型装甲营（德语：schwere SS-Panzerabteilung102）是二战期间德国党卫军的一个重型坦克营。它在诺曼底战役期间作为党卫军第2装甲军的一部分作战，几乎被完全摧毁。1944年末重新编号为党卫军第502重型装甲营，该部队于1945年春在哈尔伯战役被摧毁。

## 历史
1943年4月，武装党卫军下令建立一系列配备新型虎式坦克的重型坦克营，用于东线的进攻行动。每个重型坦克营都隶属于武装党卫队的一个军。第102黨衛軍重戰車營建成后隶属于保罗·豪赛尔大将的党卫军第2装甲军。最初每个重型坦克营都由一个虎I连组成。到1943年7月，第102团的前身，党卫军帝国师的党卫军第2装甲团，总共装备了14辆虎式坦克。 
盟军诺曼底登陆后，该营被派往诺曼底。该营在诺曼底的战斗中几乎被完全摧毁；1944年9月，它被撤回德国进行休整。该营驻扎在森内拉格，于1944年9月9日重新编号为第502党卫军重型装甲营。该营后装备虎II坦克，参加了奥得河前线对红军的防御。1945年柏林战役期间，该营被包围在哈尔伯包围圈并被完全摧毁。